# 元宵

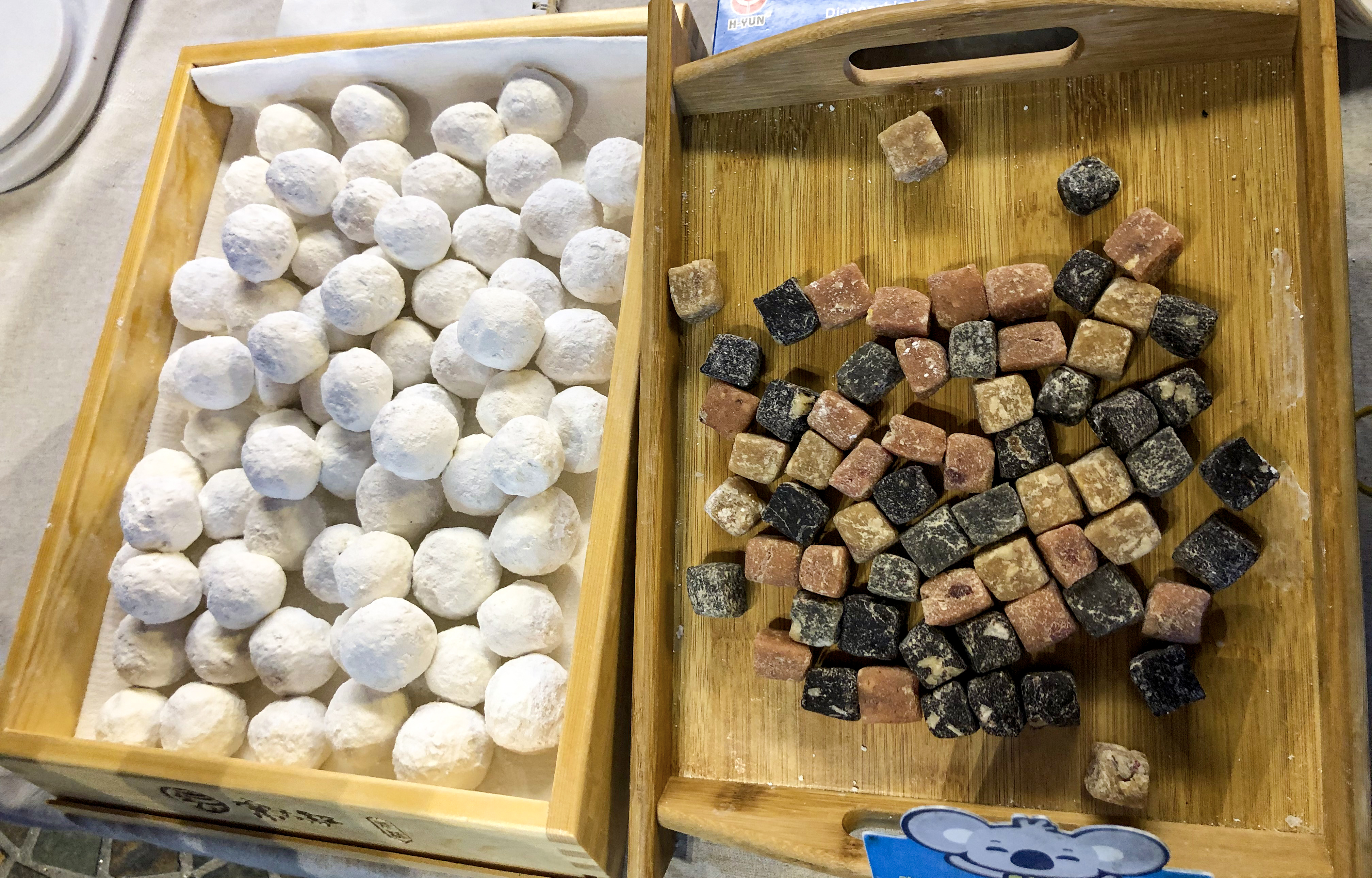
元宵（左）与元宵馅（右）

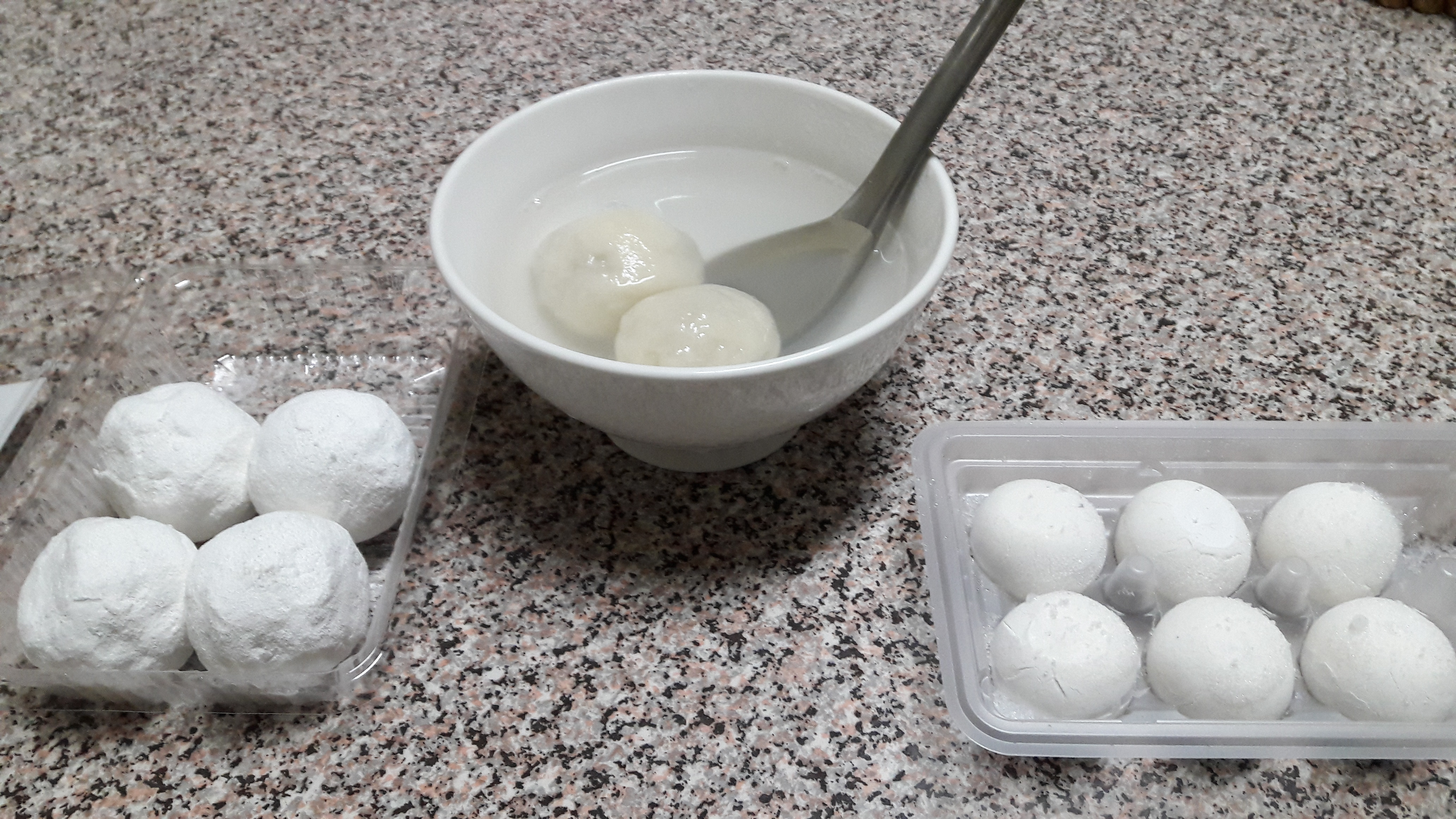
市售的元宵（左、中）與包餡湯圓（右）

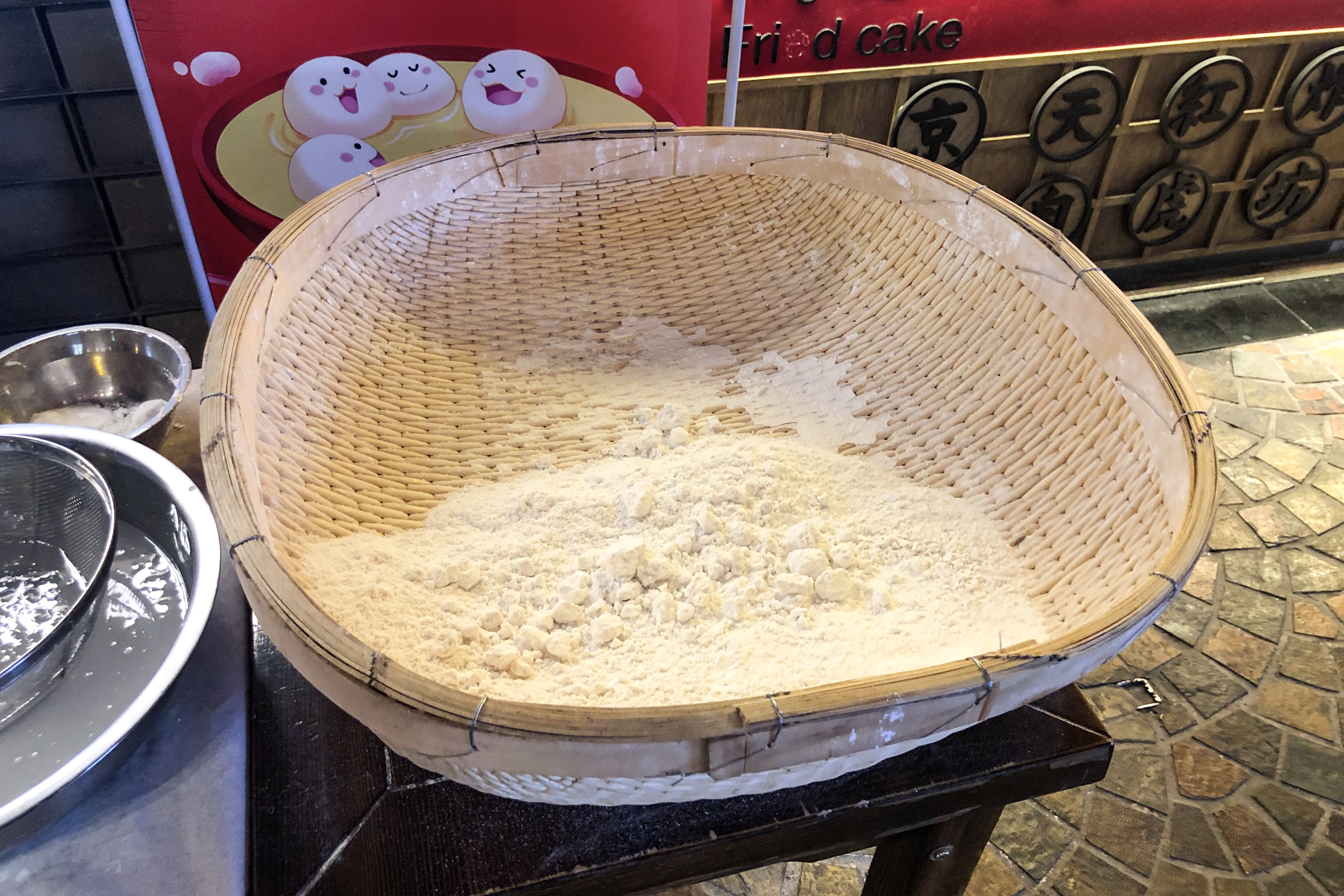
摇元宵用的笸箩

元宵是一种華人传统节令食品，通常由糯米製成的，包有餡料。
北方人依照习俗通常在农历正月十五元宵节和新年烹制食用，吃元宵象征家庭像月圆一样团圆，寄托了人们对未来生活的美好愿望。曾有多种名称，如麵繭、粉果、元宝、汤饼、圆不落角等。
元宵制作過程和汤圆並不相同。元宵通常有餡料，並由人工層層摇制而成，因此制作元宵称为“摇元宵”。现在多用机器代替人力制作。

## 和湯圓的区别
根据明代刘若愚的《酌中志·饮食好尚纪略》记载，元宵“其制法用糯米细麵，内用核桃仁、白糖为果馅、洒水滚成，如核桃大小，即江南所称汤圆也。”也就是认为北方所称的元宵就是南方所称的汤圆。
但在当代中国部分地区（如北京市）的市井语言中，对元宵和汤圆有约定俗成的区分：
- 元宵只用素的固体甜馅料；汤圆的馅料有素有荤
- 元宵馅料先切成小块後蘸水沾上糯米粉而成；汤圆乃将糯米粉和好成皮将馅包入
- 元宵皮薄，煮时皮才吸收水份变糊；汤圆馅含水量比元宵多，湿糯米粉粘性极强
- 元宵一般為元宵節北方的年節食品；汤圆是每年南方冬至食用（但南方人在元宵節和其他日子也可以吃湯圓）
- 製作工藝[1][2]

## 文內注釋
1. ↑  .   [2014-08-08]. （原始内容存档于2014-08-09）.
2. ↑  .   [2014-08-08]. （原始内容存档于2016-12-17）.